# Musée des Instruments de musique populaires grecs
Le musée des Instruments de musique populaires grecs (en grec moderne : Μουσείο Ελληνικών Λαϊκών Μουσικών Οργάνων) est un musée et un centre de recherche d'ethnomusicologie, installé au manoir Lassanis, 1 rue Diogenous, dans le quartier de Pláka, près de l'agora romaine et de la tour des Vents, à Athènes.
Il présente environ 600 instruments de musique grecs des 300 dernières années et en a autant en réserve.
La collection de 1 200 instruments de musique folklorique grecs du XVIIIe siècle à nos jours est basée sur le don du musicologue Fívos Anogianákis (el) (Φοίβος Ανωγειανάκης, 1915-2003), fruit de 40 ans de recherches,.

## Collection

### Instruments à vent
- Floghera (en) : flûte droite

- Klarino : clarinette en bois soprano (en do), la plus répandue ;

- Clarinette « turque », ou en métal, se trouvant plutôt en Thrace.

- Gaïda, cornemuse ayant généralement un seul bourdon ; le nom vient de l’égide (peau de chèvre) de la Grèce antique, et s'est transmis dans tout le bassin méditerranéen, jusqu'en Afrique du Nord ;

- La tsambouna (Τσαμπούνα) ou askomadoura (ασκομαντούρα, hautbois à outre) est une cornemuse rencontrée dans les îles grecques. Elle se différencie de la gaïda continentale par la juxtaposition des tuyaux de jeu et de bourdon ;

- Le zourna, instrument à anche double et perce cylindrique, sorte de hautbois.

Instruments à vent
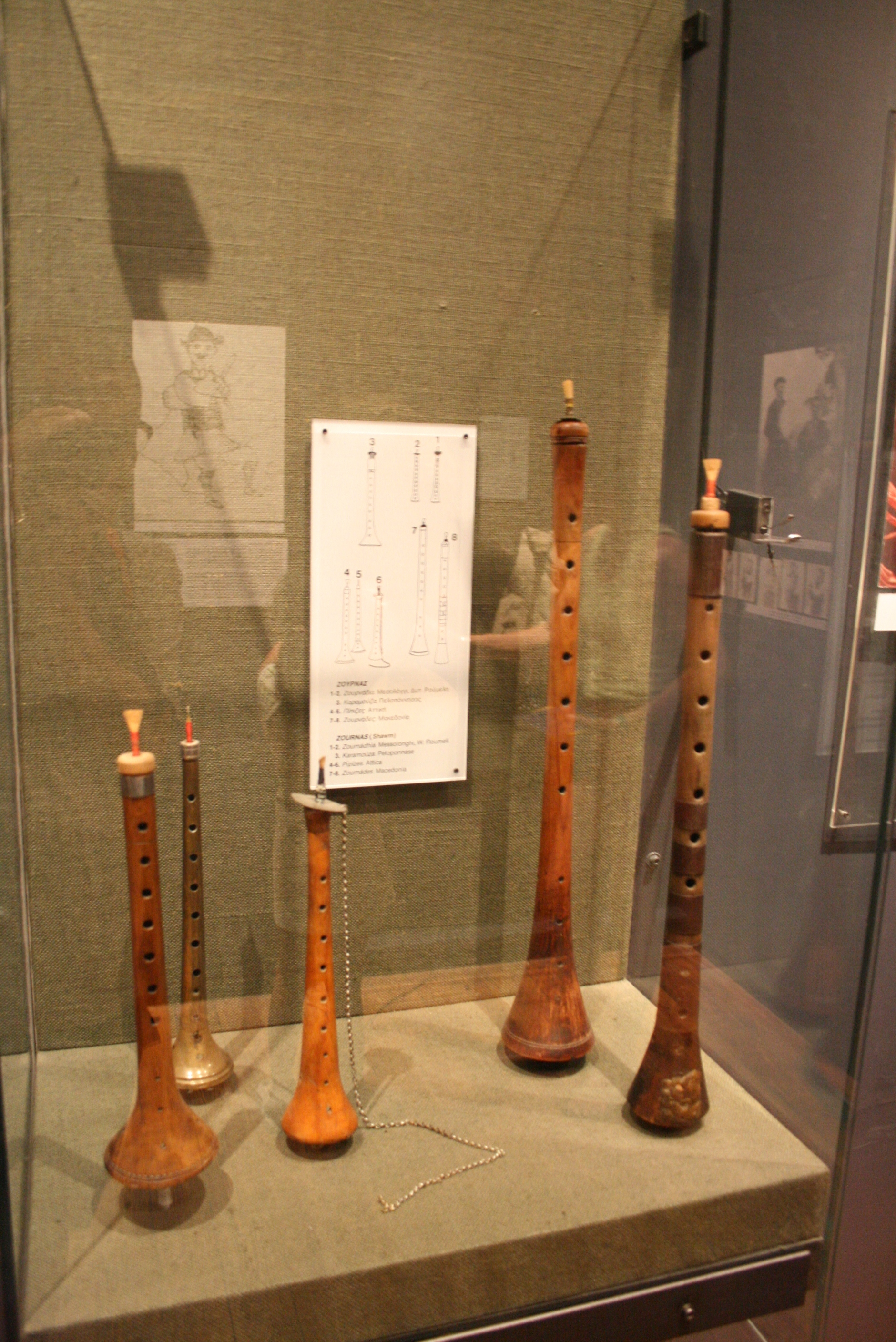
Collection de zourna
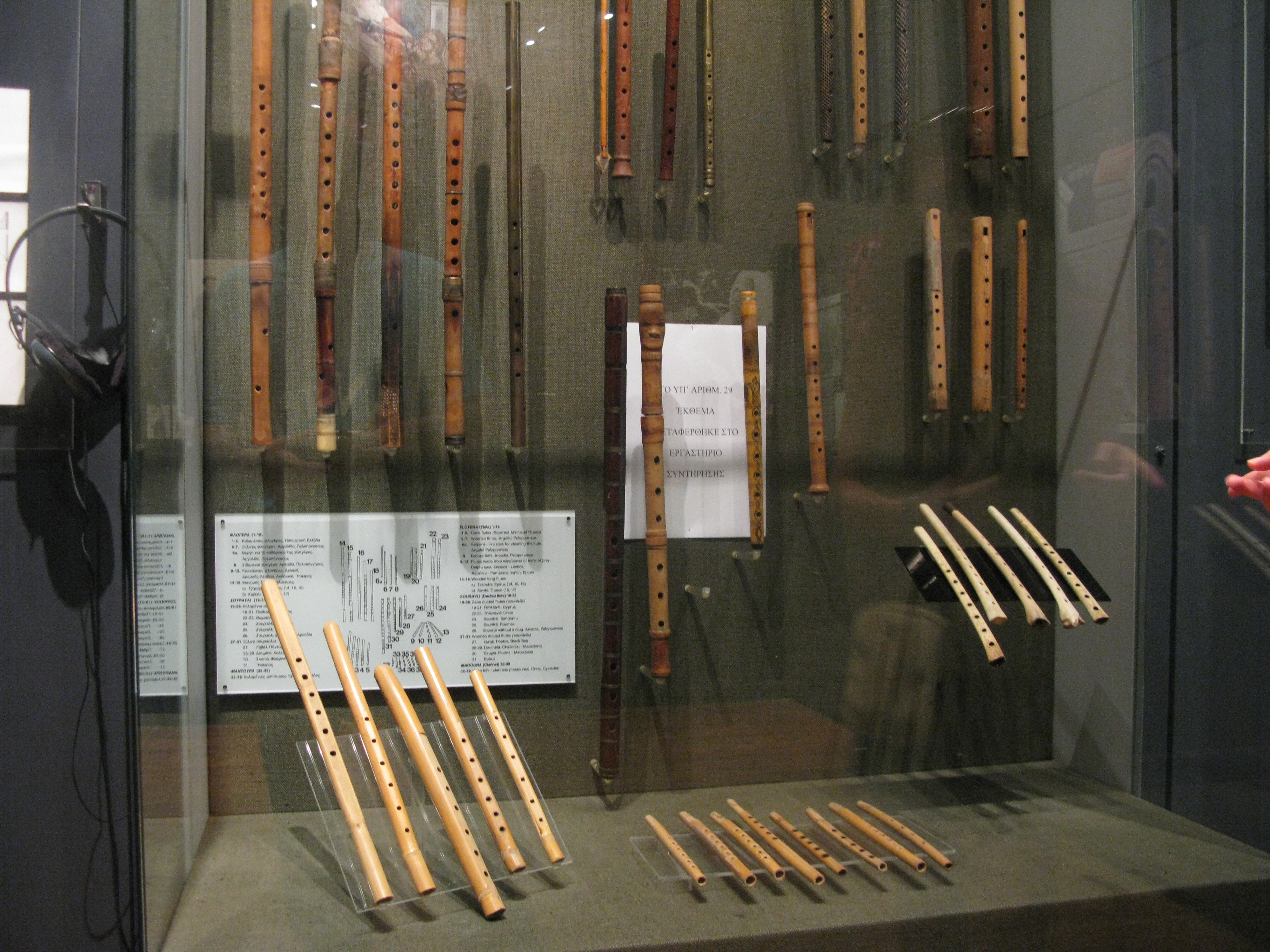
Floghera, (flûte droite), Souravli (flûte à bec), Madoura (clarinette).
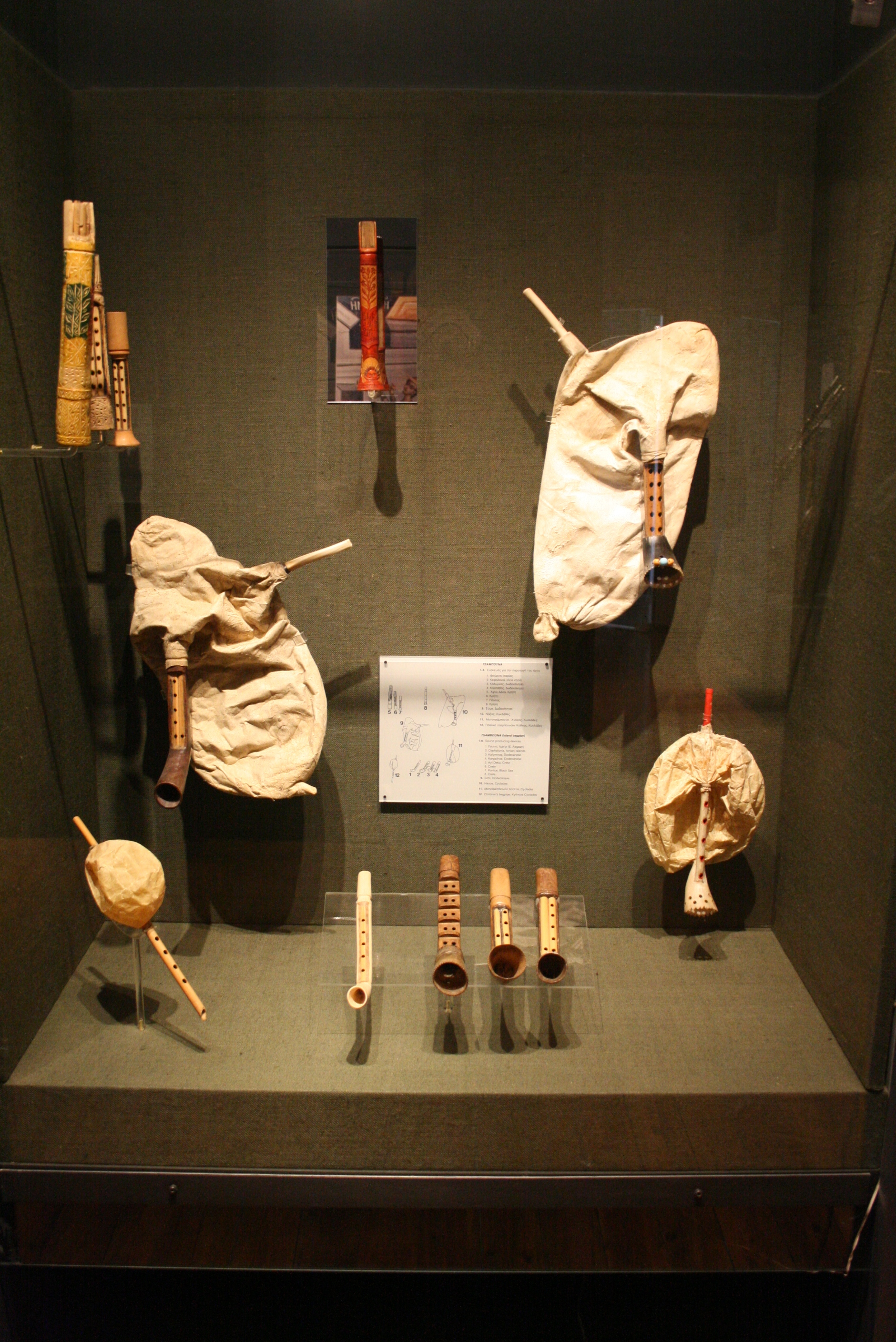
Tsambouna (cornemuse)

### Instruments à cordes
- Baglama (en grec : μπαγλαμάς / baglamás, qui vient du turc : bağlama) : instrument de musique grec à cordes pincées sorte de bouzouki trichordo miniature ;

- Bouzouki  (en grec : μπουζούκι / bouzoúki) : instrument de musique répandu en Grèce, souvent considéré comme l'instrument « national » depuis le milieu du xxe siècle. C'est un luth à manche long fretté, de la famille du tambur, très proche du tambur bulgare ou serbe ;

- Kanonaki (voir Qanûn) : instrument à cordes pincées de la famille des cithares sur table, ancêtre du psaltérion ;

- Laouto (λαούτο ou λαγούτο), sorte de luth ;

- Lyra (grec : λύρα) : famille d'instruments à cordes frottées, sortes de vièles rustiques ;

- Lyra crétoise : d'origine arabe ou byzantine, elle est arrivée sur l'île de Crète vers le Xe siècle, puis a subi de fortes transformations jusqu'au XXe siècle. Il en existe quatre tailles. On la trouve aussi dans les îles du Dodécanèse et à Rhodes.

- Outi ou oud (grec ούτι / oúti) : instrument à cordes pincées très répandu dans les pays arabes, en Arménie, Grèce, Azerbaïdjan, Turquie. Son nom vient de l'arabe al-oud (signifiant « le bois »), terme transformé en Europe en laute, alaude, laud, liuto, luth ;

- Santouri ou santour : instrument iranien, diffusé dans tout le Proche-Orient, appartenant à la famille des cithares sur table. Instrument à cordes frappées, comme le cymbalum ou le piano apparus plus tard.

Instruments à cordes
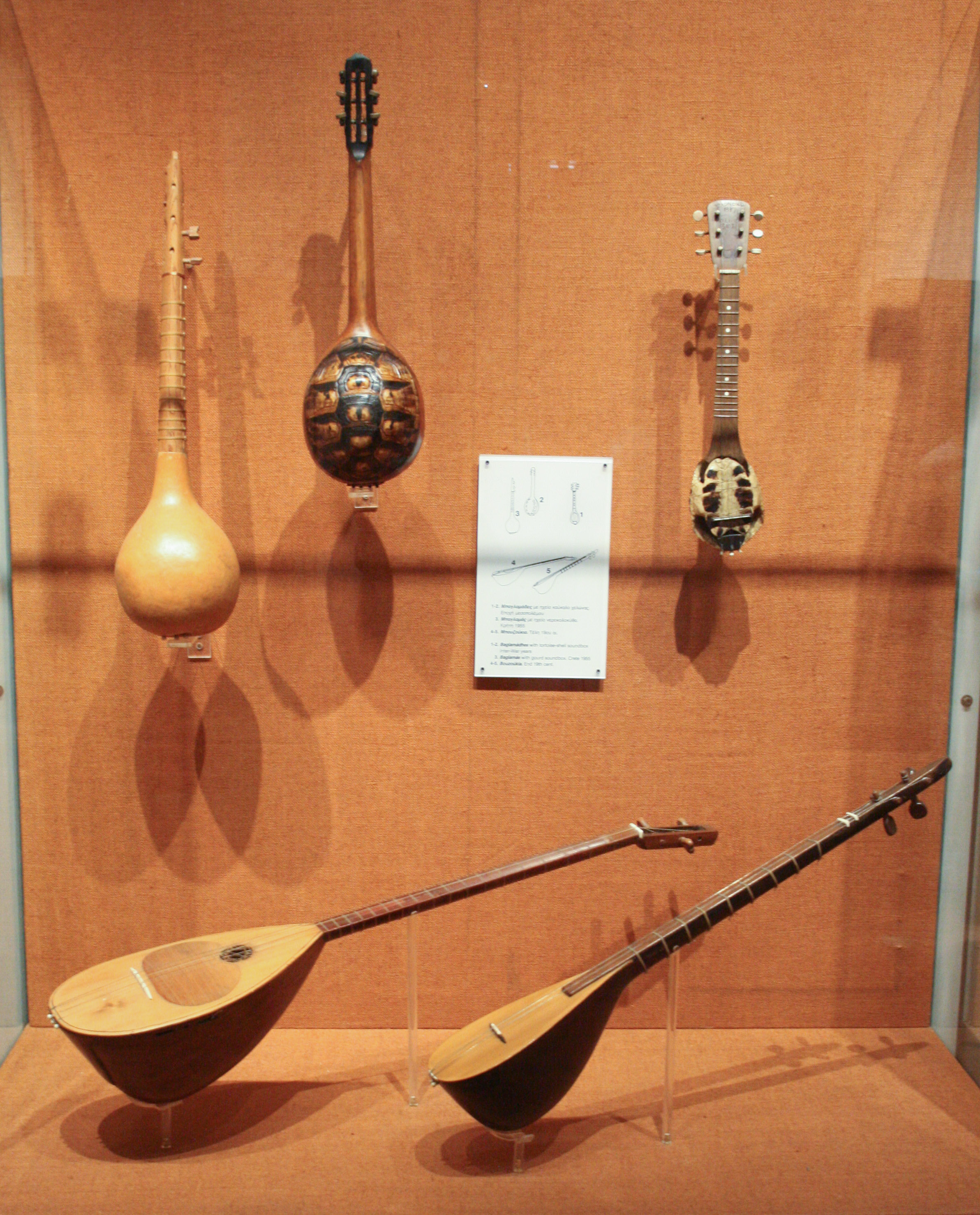
Bouzouki et Baglama
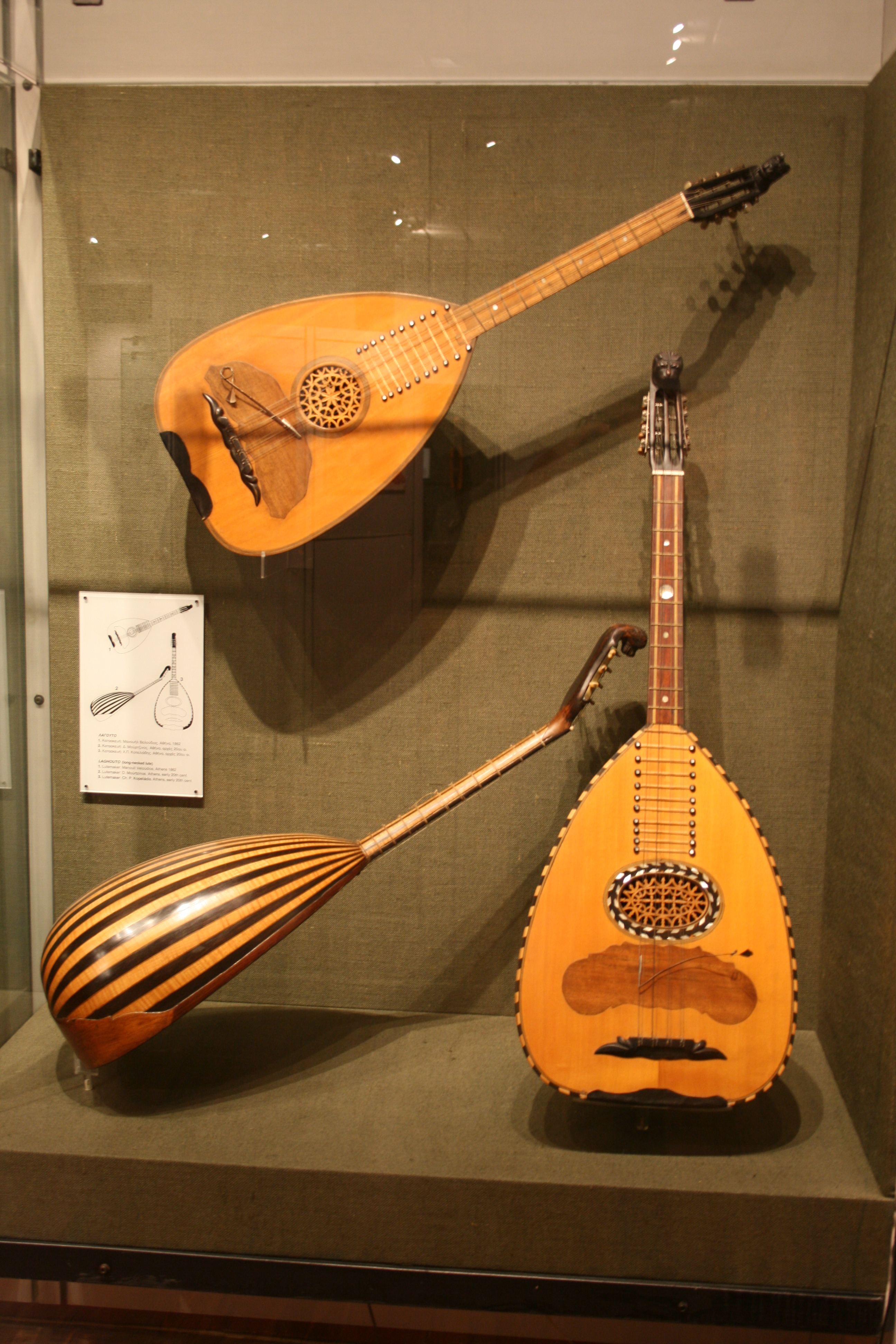
Laouto
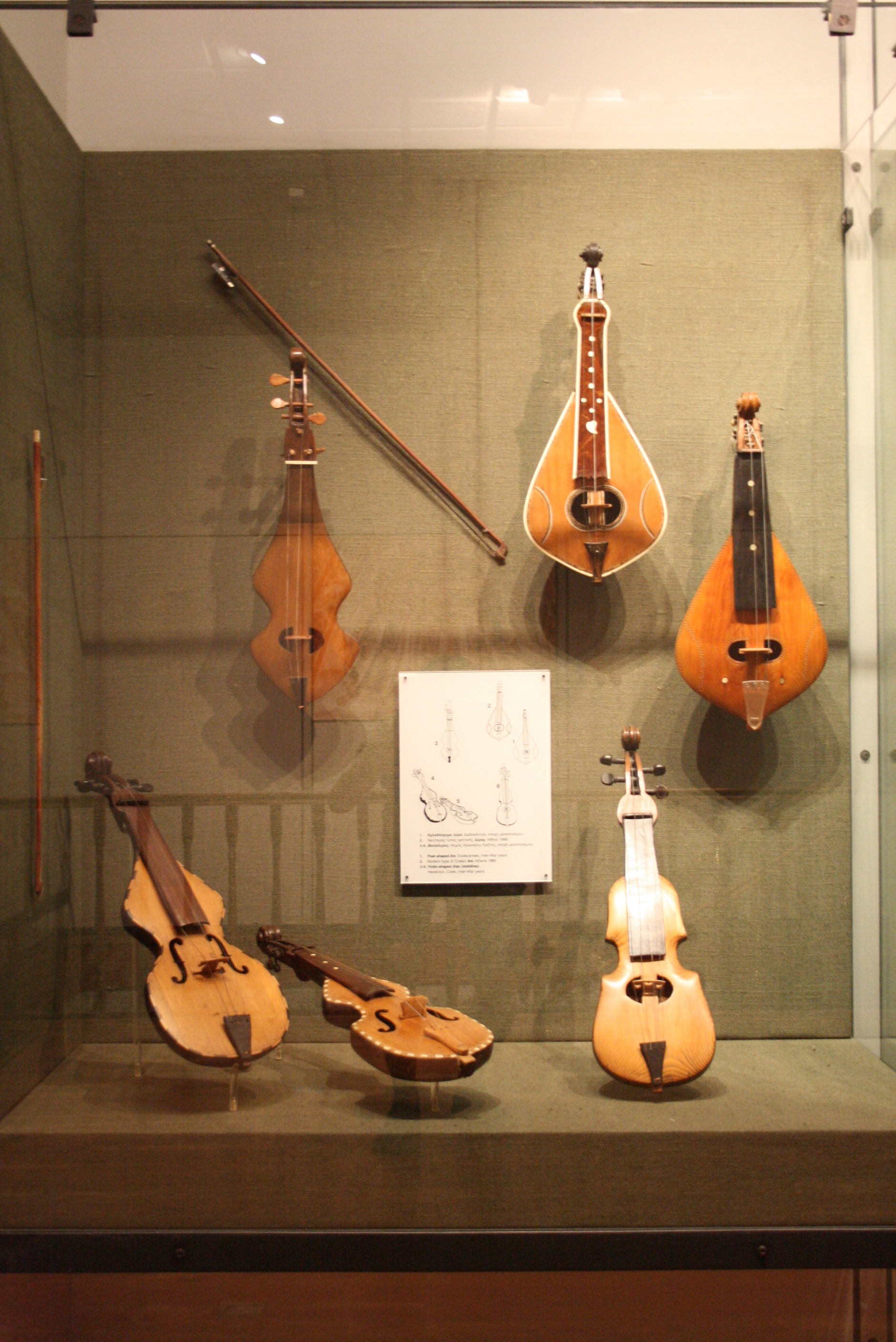
Lyra crétoise
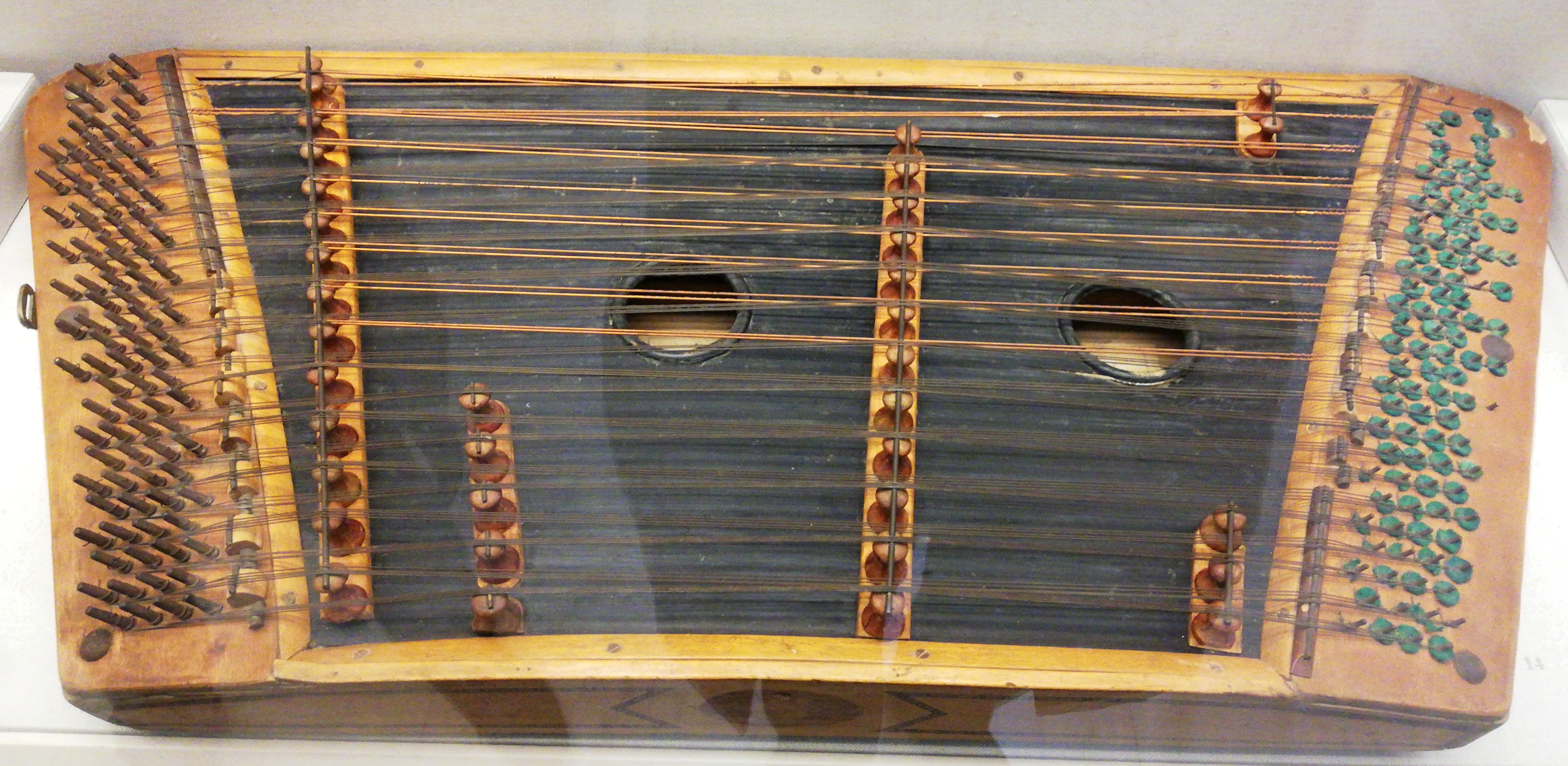
Santouri

### Tambours, percussions
- Toumpano ou daoúli (νταούλι) (davul en Turquie, Arménie, Bulgarie, dammam en Iran) : grosse caisse faite de deux peaux de chèvres lacées sur un gros cylindre de bois ;

- Defi (ντέφι) : tambourin, cadre en bois avec peau tendue et paires de petites cymbales.
- Tamboutsa (Chypre) : ταμπουτσά, tambour avec une peau tendue sur une des extrémités. Instrument typique de Chypre, qui se joue à deux mains ou avec deux baguettes, en appui sur la cuisse du joueur assis.

Tambours et percussions
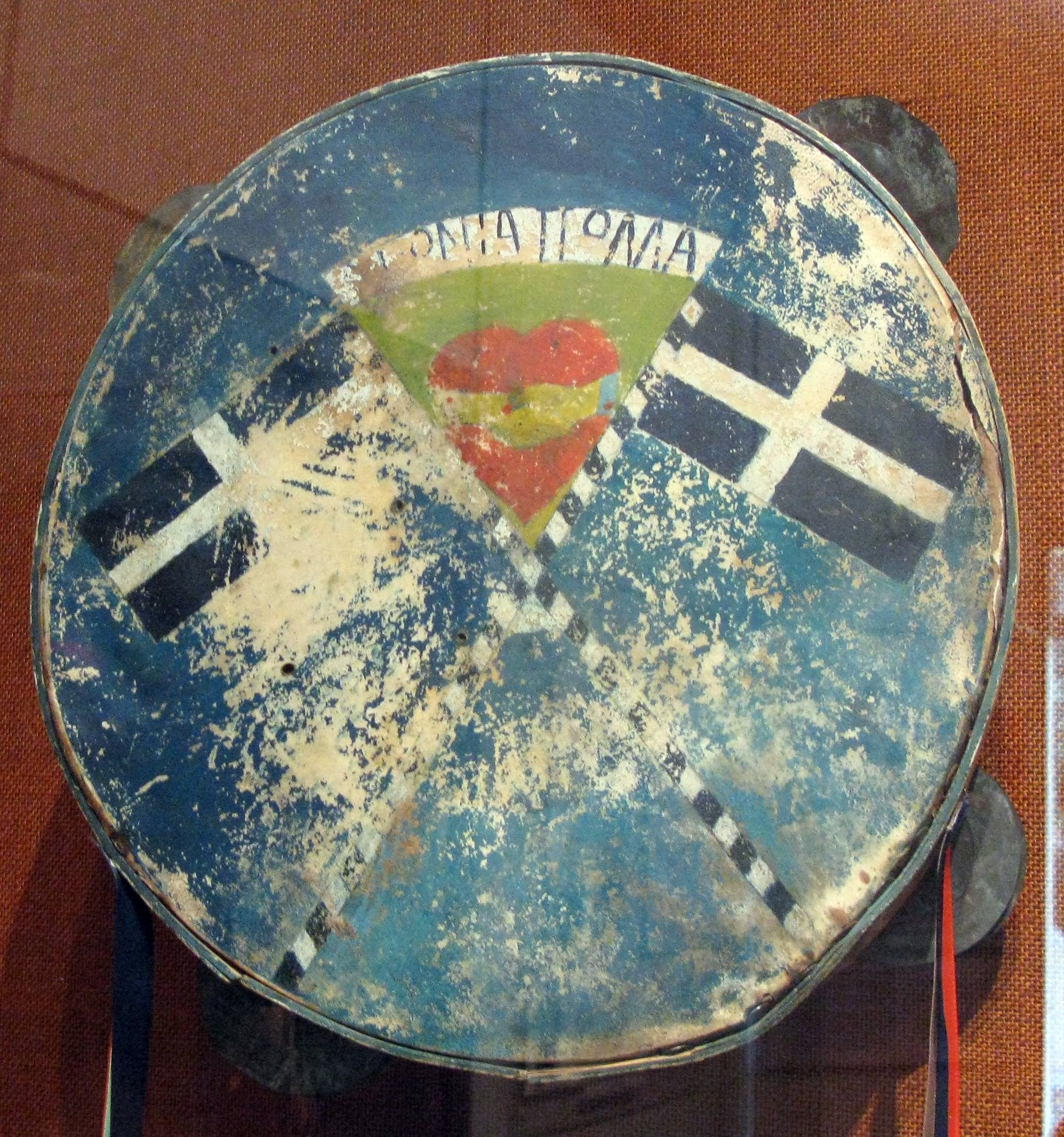
Defi, tambourin
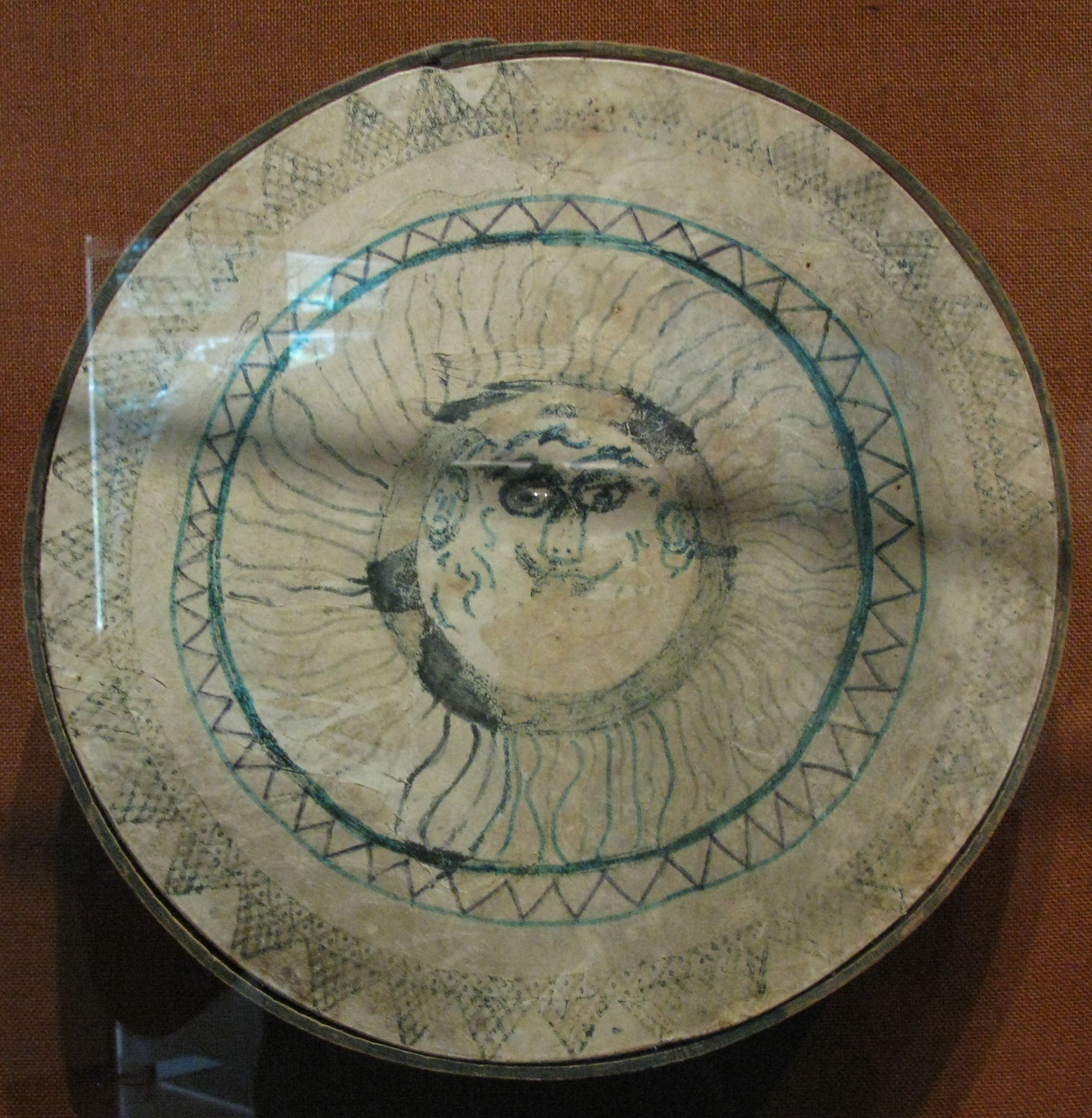
Tamboutsa, tambour chypriote